# 九龙醉
九龙醉是河北豐寧大阁镇出产的一种白酒。当地酿酒历史悠久，最早有文字记载的可上溯至宋辽时期。九龙醉乃以高粱、豌豆等谷物酿成的浓香型白酒，原来只是以酿造原料被当地人直接命名为高粱豌豆酒；于1707年被康熙帝用于在当地宴请蒙古王公后，获御赐九龙醉之名。后因种种原因衰落停产。1953年当局合并当地私人酒坊成立国营丰宁酒厂，后数度扩建、改制、易名。九龙醉本身则为改革开放后，酒厂于1979年才以散落民间的配方、技艺改良恢复、研发出的。